# Raúl Estévez
Pour les articles homonymes, voir Estévez.
Raúl Enrique Estévez,est un footballeur argentin né le 21 janvier 1978 à Lomas de Zamora.

## Carrière
- 1995-2002 : San Lorenzo  Argentine
- 2002-2004 : Boca Juniors  Argentine
- 2004-2004 : Botafogo FR  Brésil
- 2004-2005 : Colón  Argentine
- 2005-2006 : Racing Club  Argentine
- 2006-2007 : Académica de Coimbra  Portugal
- 2008- : Universidad de Chile  Chili